# Мелии
Мелиите (Maelius) са плебейска фамилия от Древен Рим.
Известни от фамилията:
- Спурий Мелий († 439 пр.н.е.), богат плебей
- Спурий Мелий (трибун 436 пр.н.е.), народен трибун 436 пр.н.е.
- Публий Мелий Капитолин, консулски военен трибун 400 и 396 пр.н.е.
- Квинт Мелий, народен трибун 320 пр.н.е.